# Las Sours
Las Sours ⓘ (rätoromanisch, vom lateinischen soror für ‚Die Schwestern‘) ist ein Berg mit Doppelgipfel östlich von Pontresina im Kanton Graubünden in der Schweiz. Der Westgipfel hat eine Höhe von 2978 m ü. M., der Hauptgipfel ist 3007 m hoch. Im SAC-Clubführer werden die Höhen mit 3008 m und 3038 m angegeben, was wahrscheinlich ein Fehler ist, da sich der P. 3038 auf dem Nordwestgrat des Piz Muragl befindet.
Durch die Nähe zu den Bergstationen Muottas Muragl und Alp Languard werden die Sours oft bestiegen.

## Lage und Umgebung

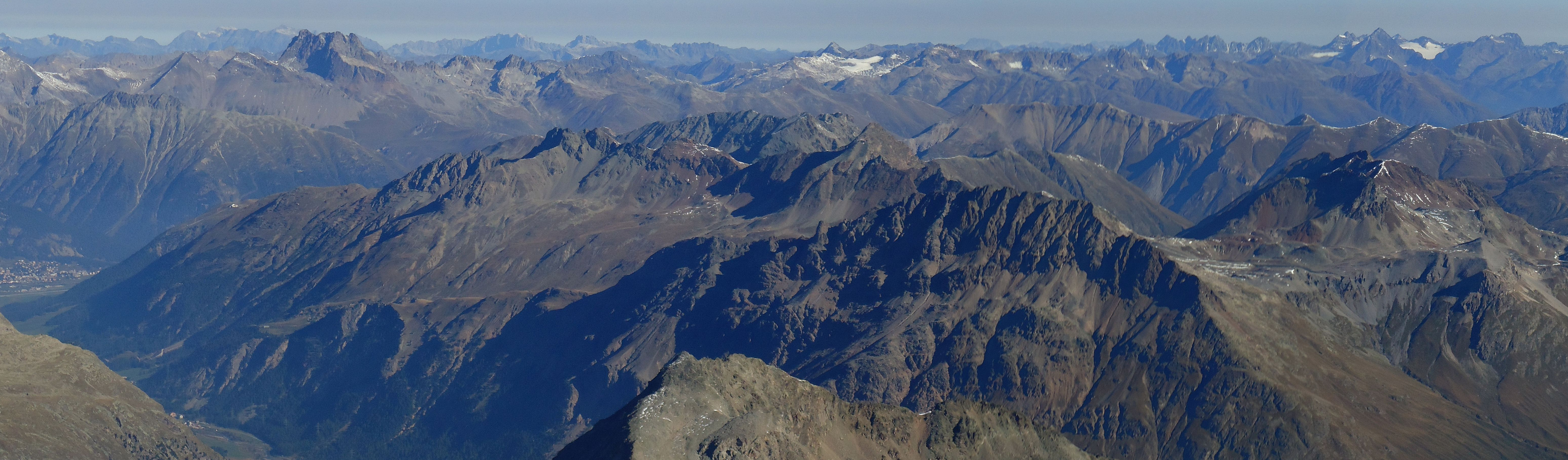
Umgebung von Las Sours. v. l. n. r. Muottas Muragl, Munt da la Bês-cha, Las Sours, Piz Muragl, Piz Clüx, Piz Vadret, Piz Languard, Piz Albris, Munt Olivet, Piz Prüna, Piz Pischa und Piz dal Fain.

Die Sours gehören zur Gruppe des Piz Languard, einer Untergruppe der Livigno-Alpen. Über den Gipfeln verläuft die Gemeindegrenze zwischen Pontresina und Samedan. Die Sours werden im Südwesten durch das Val Bernina und im Norden durch das Val Muragl eingefasst.
Zu den Nachbargipfeln gehören der Munt da la Bês-cha im Nordwesten, Piz Utèr, Il Corn und Piz Vadret im Nordosten, sowie Piz Muragl, Piz Clüx und Piz Languard im Südosten. Die Segantinihütte befindet sich unweit des Westfusses der Sours, von wo ein Wanderweg zum Westgipfel führt.
Talort ist Pontresina, häufige Ausgangspunkte für Besteigungen sind die Bergstationen Muottas Muragl und Alp Languard.
Der am weitesten entfernte sichtbare Punkt (45° 30′ 45,1″ N, 7° 37′ 35″ O) vom Hauptgipfel der Sours ist der Monte Giavino (2766 m s.l.m.), 20 km nordwestlich von Ivrea in den Grajischen Alpen in der italienischen Metropolitanstadt Turin, Region Piemont und ist 209 km entfernt.

## Routen zum Gipfel

### Über den Südostgrat
- Ausgangspunkt: Pontresina (1805 m) oder Alp Languard (2327 m)
- Via: Foura da l’Amd’Ursina
- Schwierigkeit: ZS
- Zeitaufwand: 4 Stunden von Pontresina oder 2½ Stunden von Alp Languard

### Über den Nordwestgrat
- Ausgangspunkt: Muottas Muragl (2454 m), Pontresina (1805 m) oder Alp Languard (2327 m)
- Via: Fuorcla da la Chamanna
- Schwierigkeit: EB, als Wanderweg weiss-rot-weiss markiert bis zum Westgipfel – WS bis zum Hauptgipfel
- Zeitaufwand bis zum Westgipfel: 2¼ Stunden von Muottas Muragl, 3¼ Stunden von Pontresina, 2 Stunden von Alp Languard, 1 Stunde von der Segantinihütte
- Zeitaufwand bis zum Hauptgipfel: +½ Stunde

## Galerie

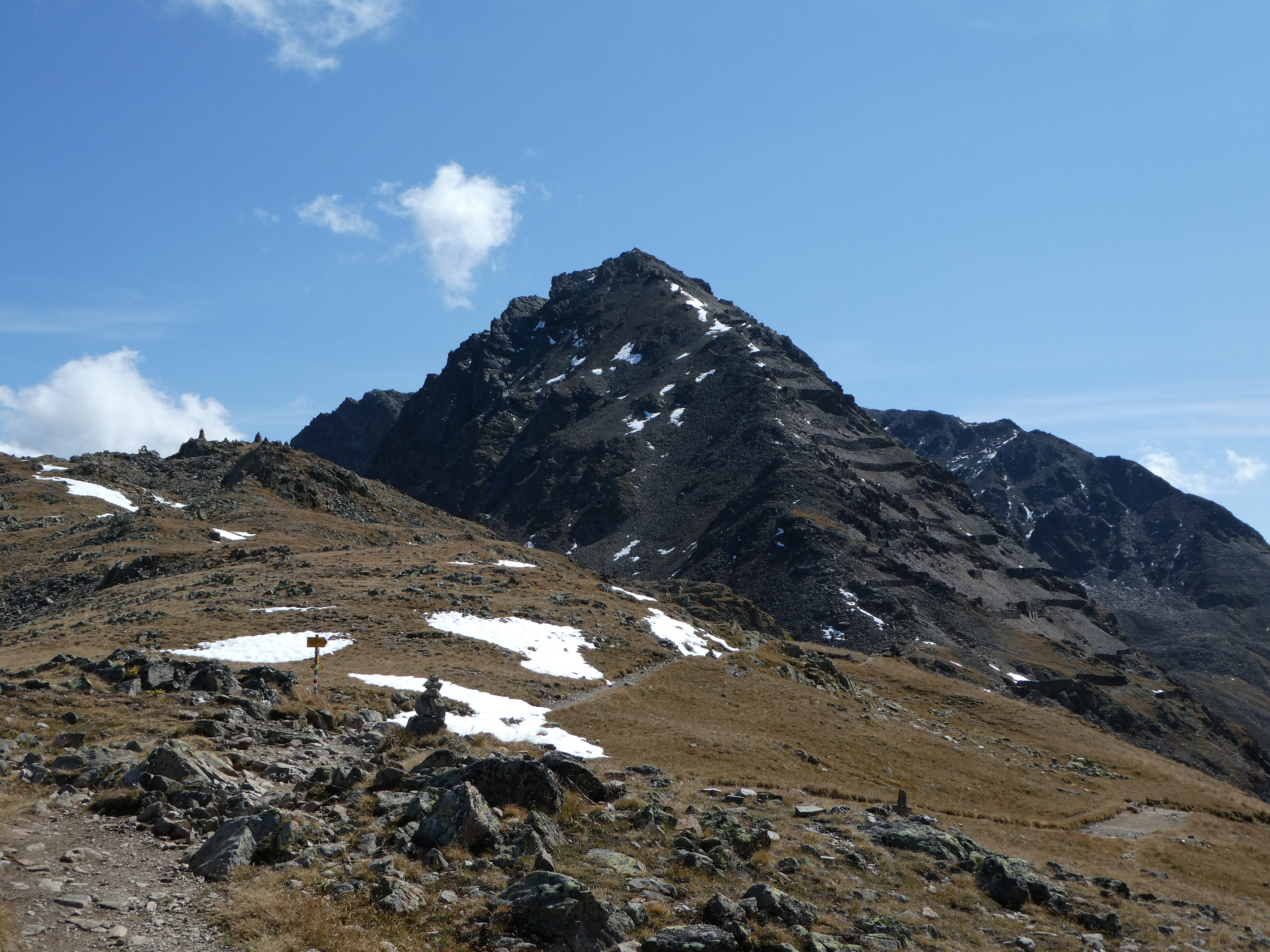
Las Sours, aufgenommen von der Segantinihütte.
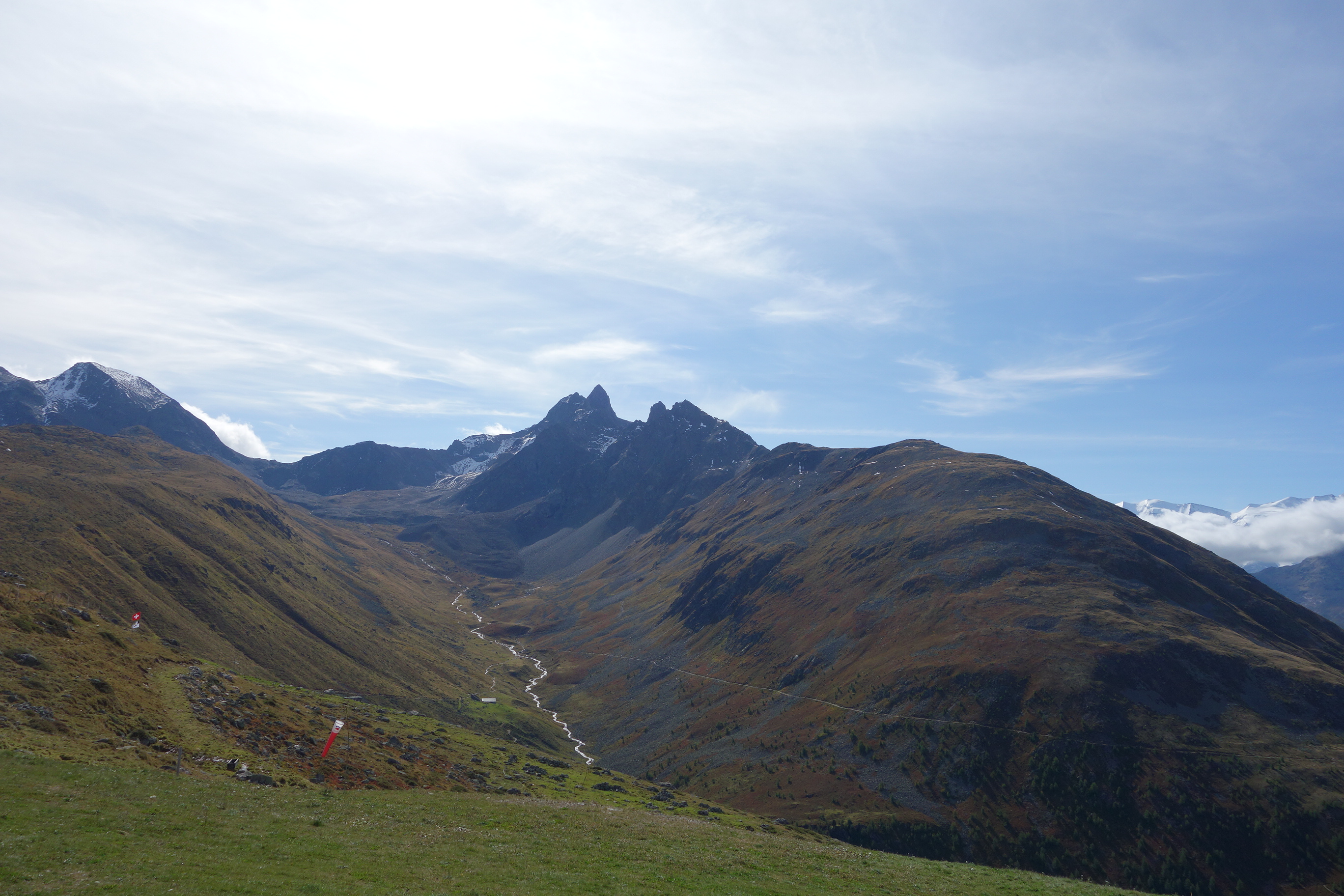
v. l. n. r. Piz Vadret, Piz Clüx, Piz Muragl, Las Sours und Munt la Bês-cha, aufgenommen von Muottas Muragl.
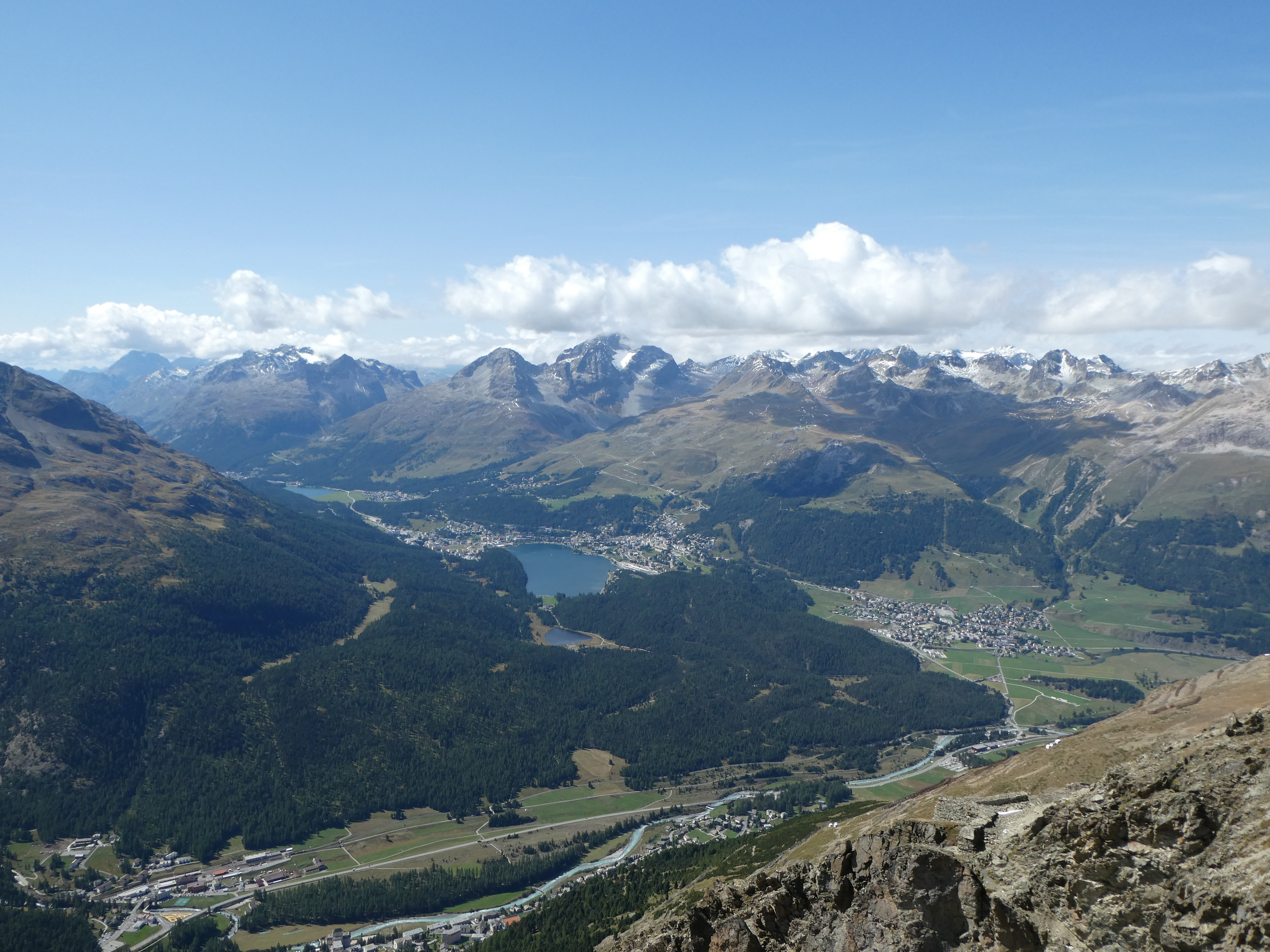
Blick vom Westgipfel über das Oberengadin.